# Saint-Martin-Rivière

Saint-Martin-Rivière este o comună în departamentul Aisne din nordul Franței. În 1 ianuarie 2022 avea o populație de 115 de locuitori.